# 4 × 100 meter stafett för herrar i friidrott vid olympiska sommarspelen 1988
4 x 100 meter stafett för herrar vid olympiska sommarspelen 1988 i Seoul avgjordes den 30 september-1 oktober. 

## Medaljörer
| Gren          | Guld                                                                                 | Guld  | Silver                                                                                                | Silver | Brons                                                                              | Brons |
| 4 x 100 meter | Sovjetunionen · Viktor Brizjin · Vladimir Krilov · Vladimir Muravjov · Vitalij Savin | 38,19 | Storbritannien · Elliot Bunney · John Regis · Mike McFarlane · Linford Christie · Clarence Callender* | 38,28  | Frankrike · Bruno Marie-Rose · Daniel Sangouma · Gilles Quenehervé · Max Morinière | 38,40 |

## Resultat

### Final
- Hölls lördagen den 1 oktober 1988

| Placering | Nation         | Löpare                                                                   | Tid   |
| --------- | -------------- | ------------------------------------------------------------------------ | ----- |
|           | Sovjetunionen  | • Viktor Brizjin • Vladimir Krylov • Vladimir Muravjov • Vitalij Savin   | 38,19 |
|           | Storbritannien | • Elliot Bunney • John Regis • Mike McFarlane • Linford Christie         | 38,28 |
|           | Frankrike      | • Bruno Marie-Rose • Daniel Sangouma • Gilles Quénéhervé • Max Morinière | 38,40 |
| 4.        | Jamaica        | • Christopher Faulknor • Greg Meghoo • Clive Wright • John Mair          | 38,47 |
| 5.        | Italien        | • Ezio Madonia • Sandro Floris • Pierfrancesco Pavoni • Stefano Tilli    | 38,54 |
| 6.        | Västtyskland   | • Fritz Heer • Christian Haas • Peter Klein • Dirk Schweisfurth          | 38,55 |
| 7.        | Kanada         | • Desai Williams • Atlee Mahorn • Cyprian Enweani • Brian Morisson       | 38,93 |
| 8.        | Ungern         | • György Bakos • Laszlo Karaffa • István Tatar • Attila Kovács           | 39,19 |

### Semifinaler
- Heat 1

| Placering | Nation         | Löpare                                                                                           | Tid   |
| --------- | -------------- | ------------------------------------------------------------------------------------------------ | ----- |
| 1.        | Frankrike      | • Bruno Marie-Rose • Daniel Sangouma • Gilles Queneherve • Max Morinière                         | 38,49 |
| 2.        | Storbritannien | • Elliot Bunney • John Regis • Mike McFarlane • Linford Christie                                 | 38.52 |
| 3.        | Jamaica        | • Christopher Faulknor • Greg Meghoo • Clive Wright • John Mair                                  | 38.75 |
| 4.        | Västtyskland   | • Fritz Heer • Christian Haas • Peter Klein • Dirk Schweisfurth                                  | 38.75 |
| 5.        | Japan          | • Shinji Aoto • Kenji Yamauchi • Koji Kurihara • Susumu Takano                                   | 38.90 |
| 6.        | Nigeria        | • Victor Edet • Olapade Adeniken • Isiaq Adeyanju • Olatunji Olobia                              | 39.05 |
| 7.        | Sydkorea       | • Nak-Kun Sung • Duk-Sup Shim • Bock-Sup Kim • Jae-Keun Chang                                    | 39.05 |
| 8.        | Qatar          | • Rashid Marzouq S. M. Al-Abdulla • Faraj Marzouqs. Abdulla • Saad Muftahmubarak • Talal Mansour | 41.19 |

- Heat 2

| Placering | Nation        | Löpare                                                                 | Tid   |
| --------- | ------------- | ---------------------------------------------------------------------- | ----- |
| 1.        | Sovjetunionen | • Viktor Brizjin • Vladimir Krilov • Vladimir Muravjov • Vitalij Savin | 38,55 |
| 2.        | Italien       | • Ezio Madonia • Sandro Floris • Pierfrancesco Pavoni • Stefano Tilli  | 38.65 |
| 3.        | Ungern        | • György Bakos • Laszlo Karaffa • István Tatar • Attila Kovács         | 38.84 |
| 4.        | Kanada        | • Andrew Mowatt • Atlee Mahorn • Desai Williams • Brian Morisson       | 38.94 |
| 5.        | Ghana         | • John Myles-Mills • Eric Akogyiram • Salaam Gariba • Nelson Boateng   | 39.46 |
| 6.        | Kenya         | • Elkana Nyang'au • Kennedy Ondiek • Simon Kipkemboi • Peter Wekesa    | 39.47 |
| —         | Kina          | • Tao Li • Jianming Cai • Feng Li • Chen Zheng                         | DNF   |
| —         | Portugal      | • Arnaldo Abrantes • Pedro Curvelo • Pedro Agostinho • Luis Barroso    | DSQ   |

### Försöksheat
- Heat 1

| Placering | Nation           | Löpare                                                                        | Tid   |
| --------- | ---------------- | ----------------------------------------------------------------------------- | ----- |
| 1.        | Frankrike        | • Bruno Marie-Rose • Daniel Sangouma • Gilles Queneherve • Max Morinière      | 38,87 |
| 2.        | Nigeria          | • Victor Edet • Olapade Adeniken • Isiaq Adeyanju • Olatunji Olobia           | 39.15 |
| 3.        | Italien          | • Ezio Madonia • Sandro Floris • Pierfrancesco Pavoni • Stefano Tilli         | 39.20 |
| 4.        | Sydkorea         | • Nak-Kun Sung • Duk-Sup Shim • Bock-Sup Kim • Jae-Keun Chang                 | 39.61 |
| 5.        | Kinesiska Taipei | • Cheng Hsin-Fu • Lee Shiunn-Long • Nai Hui-Fang • Wu Chin-Jing               | 40.40 |
| 6.        | Uganda           | • Moses Musonge • Joseph Ssali • John Goville • Mike Okot                     | 41.39 |
| 7.        | Maldiverna       | • Ismail Asif Waheed • Ibrahim Manik • Abdul Razzak Aboobakur • Mohamed Hanim | 44.31 |

- Heat 2

| Placering | Nation            | Löpare                                                                                           | Tid   |
| --------- | ----------------- | ------------------------------------------------------------------------------------------------ | ----- |
| 1.        | Sovjetunionen     | • Viktor Brizjin • Vladimir Krylov • Vladimir Muravjov • Vitalij Savin                           | 38,82 |
| 2.        | Västtyskland      | • Fritz Heer • Christian Haas • Peter Klein • Dirk Schweisfurth                                  | 39.01 |
| 3.        | Ghana             | • John Myles-Mills • Eric Akogyiram • Salaam Gariba • Nelson Boateng                             | 39.13 |
| 4.        | Kina              | • Tao Li • Jianming Cai • Feng Li • Chen Zheng                                                   | 39.67 |
| 5.        | Qatar             | • Rashid Marzouq S. M. Al-Abdulla • Faraj Marzouqs. Abdulla • Saad Muftahmubarak • Talal Mansour | 40.05 |
| 6.        | Kongo-Brazzaville | • Armand Biniakounou • Hygien-Nicaise Lombocko • Henri Ndinga • Pierre Ndinga                    | 41.26 |
| —         | Senegal           | • Joseph Diaz • Amadou M'Baye • Babacar Pouye • Ibrahima Tamba                                   | DSQ   |
| —         | Indonesien        | • Mardi Lestari • Kresno Eko Pambudi • Elieser Wattebosi • Mohamed Yusuf                         | DNF   |

- Heat 3

| Placering | Nation              | Löpare                                                                         | Tid   |
| --------- | ------------------- | ------------------------------------------------------------------------------ | ----- |
| 1.        | Kanada              | • Andrew Mowatt • Atlee Mahorn • Desai Williams • Brian Morisson               | 39,41 |
| 2.        | Jamaica             | • Christopher Faulknor • Greg Meghoo • Clive Wright • John Mair                | 39.53 |
| 3.        | Japan               | • Shinji Aoto • Kenji Yamauchi • Koji Kurihara • Susumu Takano                 | 39.70 |
| 4.        | Kenya               | • Elkana Nyang'au • Kennedy Ondiek • Simon Kipkemboi • Peter Wekesa            | 40.30 |
| 5.        | Thailand            | • Supas Tiprod • Visut Watanasin • Anuwat Sermsiri • Chainarong Wangganont     | 40.57 |
| 6.        | Antigua och Barbuda | • St. Clair Soleyne • Alfred Browne • Howard Lindsay • Larry Millers           | 41.18 |
| 7.        | Sierra Leone        | • Francis Keita • Horace Dove-Edwin • Benjamin Grant • Felix Sandy             | 41.19 |
| —         | Spanien             | • Florencio Gascón • Enrique Talavera • Valentín Rocandio • José Javier Arqués | DNF   |

- Heat 4

| Placering | Nation         | Löpare                                                                                    | Tid   |
| --------- | -------------- | ----------------------------------------------------------------------------------------- | ----- |
| 1.        | Ungern         | • György Bakos • Laszlo Karaffa • István Tatar • Attila Kovács                            | 39,12 |
| 2.        | Storbritannien | • Elliot Bunney • John Regis • Mike McFarlane • Linford Christie                          | 39.17 |
| 3.        | Portugal       | • Arnaldo Abrantes • Pedro Curvelo • Pedro Agostinho • Luis Barroso                       | 39.61 |
| 4.        | Mexiko         | • Herman Adam • Eduardo Nava • Antonio Ruíz • Miguel Elizondo                             | 40.31 |
| 5.        | Benin          | • Fortune Ogouchi • Patrice Mahoulikponto • Dossou Vignissy • Issa Alassane-Ousséni       | 41.52 |
| 6.        | Bangladesh     | • Mohamed Shah Alam • Shahanuddin Choudhury • Mohamed Hossain Milzer • Mohamed Shah Jalal | 41.78 |
| —         | USA            | • Dennis Mitchell • Albert Robinson • Calvin Smith • Lee McNeill                          | DSQ   |